# كامو (كيوتو)
كامو (بالكانجي: 加茂町 كامو-تشو) هي مدينة تقع في منطقة سوراكو في محافظة كيوتو في اليابان.
وقد بلغ تقدير التعداد السكاني 15,907 نسمة وبكثافة 430.27 شخص لكل كم² في 1 فبراير عام 2007، كما تبلغ مساحة المنطقة 36.97 كم².
وفي 12 مارس عام 2007 دُمجت كلٌ من كامو وكيزو وياماشيرو (جميعها من منطقة سوراكو) مكونةً مدينة كيزوقاوا.
كانت كامو عاصمة اليابان بين عامي 740ـ 744 م وكان اسمها «كوني-كيو».

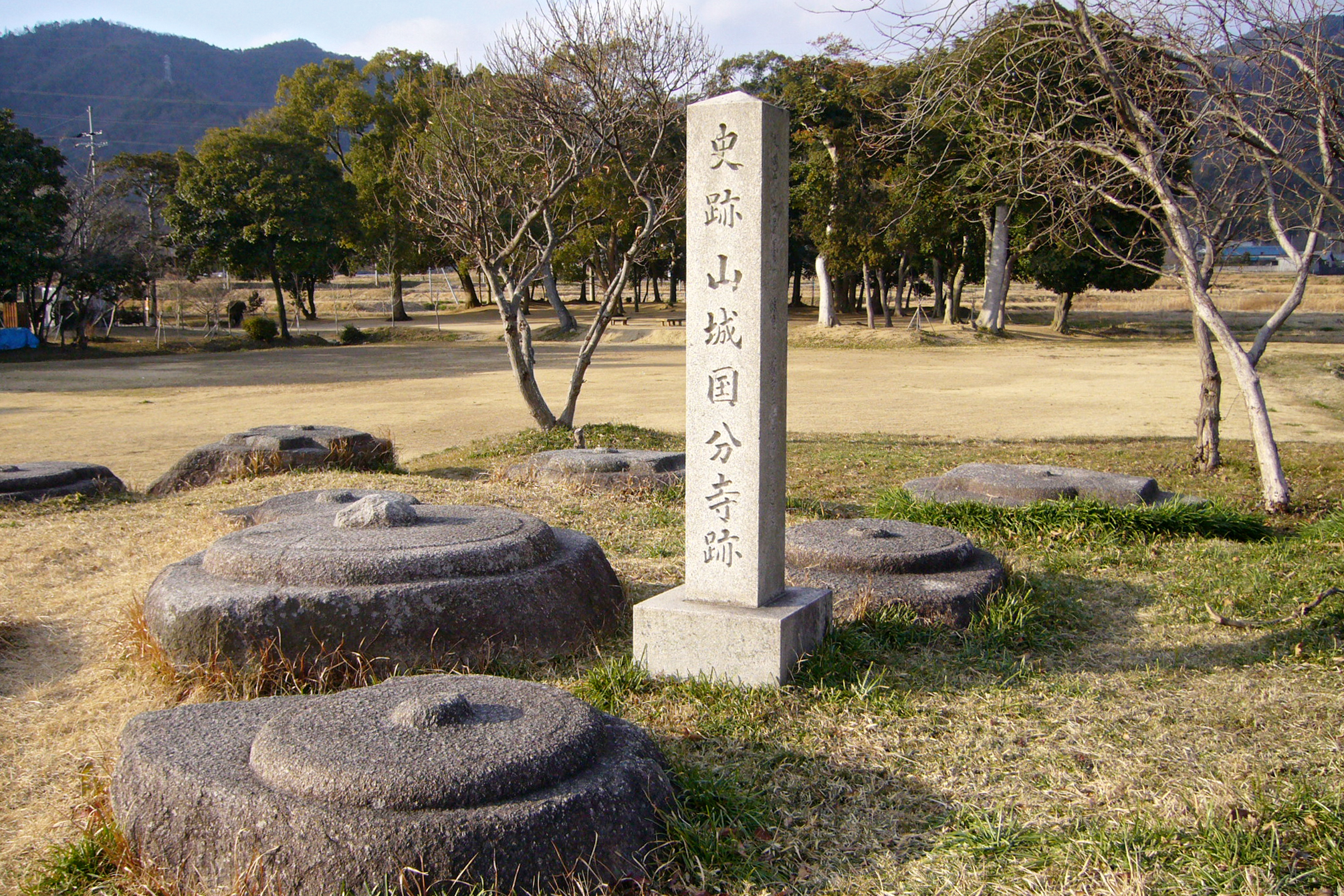
أطلال كوني كيو، وكانت العاصمة الإمبراطورية في اليابان بي 740 و 743.

## روابط خارجية
موقع مدينة كامو الرسمي نسخة محفوظة 9 مارس 2007 على موقع واي باك مشين. (بالياباني)
‌